# Tanto pe' cantà
Tanto pe' cantà è una canzone di Ettore Petrolini (musica) e Alberto Simeoni (testo). Composta nel 1932.
La sua notevole popolarità è dovuta anche alle interpretazioni offerte da numerosi attori e cantanti celebri, il più famoso dei quali resta Nino Manfredi.

## La canzone
Testo scanzonato, serio nella concezione in apparenza modesta e disimpegnata (in buona parte cantata in dialetto romanesco), rivela in filigrana la sottile sensibilità e lo spirito ironico (ed autoironico) di Ettore Petrolini; ma anche la spensieratezza della gioventù che sogna di poter girare il mondo per conoscerlo meglio. Il testo parla infatti di una "canzona senza titolo", scritta e cantata con lo spirito di sollevarsi l'anima. Petrolini la interpretava con la sua caratteristica voce nasale volta a ricreare una "parodia" dei cantanti impegnati che lui mal tollerava. Quella che sembra una leggera e bizzosa serenata termina infatti con un riferimento ad un fantomatico "primo amore", che sembrava felice, invece era ingannevole e bugiardo. Il tema apparente della canzone è la mendacità dell'amore che è spesso ricorrente in tutta l'opera di Ettore Petrolini. Ma in realtà ideò questa canzone nel periodo in cui era costretto in un fondo di letto per 6 mesi a causa dall'angina pectoris che lo colpì durante un suo spettacolo che dovette interrompere (a cui il testo fa velatamente riferimento che pochi anni dopo fu causa della sua morte). Appena  fu in condizioni di ritornare sul palcoscenico iniziò il suo spettacolo cantandola in omaggio all'affetto dimostrato dal suo pubblico.

## La versione di Nino Manfredi
La versione più popolare e nota resta quella incisa da Nino Manfredi per il Festival di Sanremo 1970, con arrangiamenti del maestro Maurizio De Angelis, e rimasta vari mesi nelle hit-parade. Manfredi, calandosi da "attore" nella parte del personaggio, l'ha trasformata in un "atto" unico di teatro, limitandosi a cambiare la parola rintontoniva con rincojoniva ("sennò all'estero non capivano", disse scherzosamente Manfredi in un'intervista).

## Altre versioni
Il brano, nell'arco degli anni è diventato un classico della canzone romana ed è stato eseguito da diversi artisti e ognuno ne ha realizzato una interpretazione "personalizzata" in virtù delle proprie caratteristiche professionali, come Lando Fiorini, Gabriella Ferri, I Vianella, il Coroanaroma, Gigi Proietti, Renzo Arbore con l'Orchestra Italiana.
Anche Tiziano Ferro nel suo primo concerto a Roma ha cantato la canzone che è poi stata inserita nel live Alla mia età Live in Rome. Paolo Bonolis e Luca Laurenti la usarono per la loro Bucatini Disco Dance; ultima in ordine di tempo (2009) è la versione di Nancy Cuomo, inclusa nell'album "Aria di Roma" e interpretata nell'omonimo spettacolo teatrale. Nel 2009 l'attrice e cantante Elena Bonelli interpreta una sua versione del pezzo nel film Tanto pe' Cantà diretto dal regista Carlo Lizzani; la versione verrà da lei rivisitata in chiave disco, assieme al duo house progressivo White Puzzle, nel 2013.